# مسجد أستانا الكبير
مسجد أستانا الكبير أو المسجد المركزي، هو مسجد يقع في أستانا، كازاخستان. وهو أكبر مسجد في آسيا الوسطى، وثاني أكبر مسجد خارج غرب آسيا، وواحد من أكبر المساجد في العالم.

## الوصف
- القبة الرئيسية للمسجد هي الأكبر من نوعها في العالم، ويبلغ ارتفاع القبة 83.2 متراً تقريباً، وقطرها 62 متراً. يبلغ طول المآذن الأربع المحيطة به 130 مترًا، وهي مكونة من خمسة أجزاء ترمز إلى أركان الإسلام الخمسة: الإيمان والصلاة والصوم والزكاة والحج.[4]

- يعتبر باب مدخل المسجد من أطول الأبواب الخشبية في العالم حيث يبلغ ارتفاعه 12.4 متراً ووزنه طن ونصف، المادة مصنوعة من خشب الإيروكو الصلب الذي ينمو في أفريقيا الاستوائية، تم تزيين الأبواب بأنماط كازاخستانية والجدران الخارجية مكتوبة بالخط العربي الأبيض على خلفية زرقاء.

- يبلغ ارتفاع أبواب المسجد الداخلية 12 مترا، والنوافذ مصنوعة يدويا من الزجاج الملون مع الزخارف الملونة.[5]

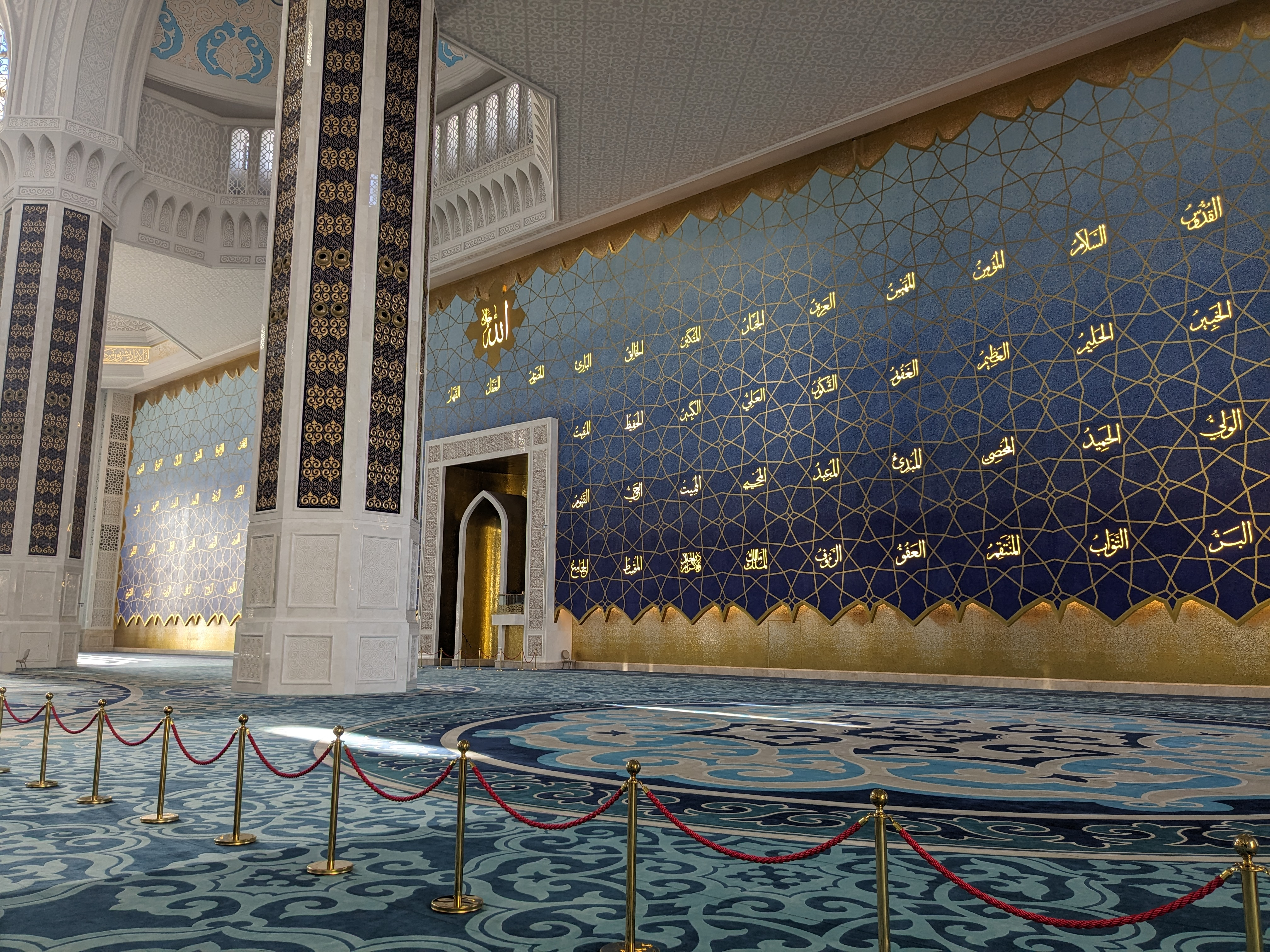
مسجد أستانا الكبير من الداخل

- مسجد أستانا الكبير من الداخل وتم تزيين جدران المسجد وداخل القبة بأنماط ملونة وآيات من القرآن الكريم وأدعية.

الجدار الموجود على الجانب المواجه للقبلة مكتوب عليه أسماء الله الحسنى التسعة والتسعين، مضاء بنور ذهبي من الداخل. ويبلغ طول الجدار الفسيفسائي 100 متر وارتفاعه 22.4 متر ويتكون من 25 مليون كأس بألوان مختلفة.

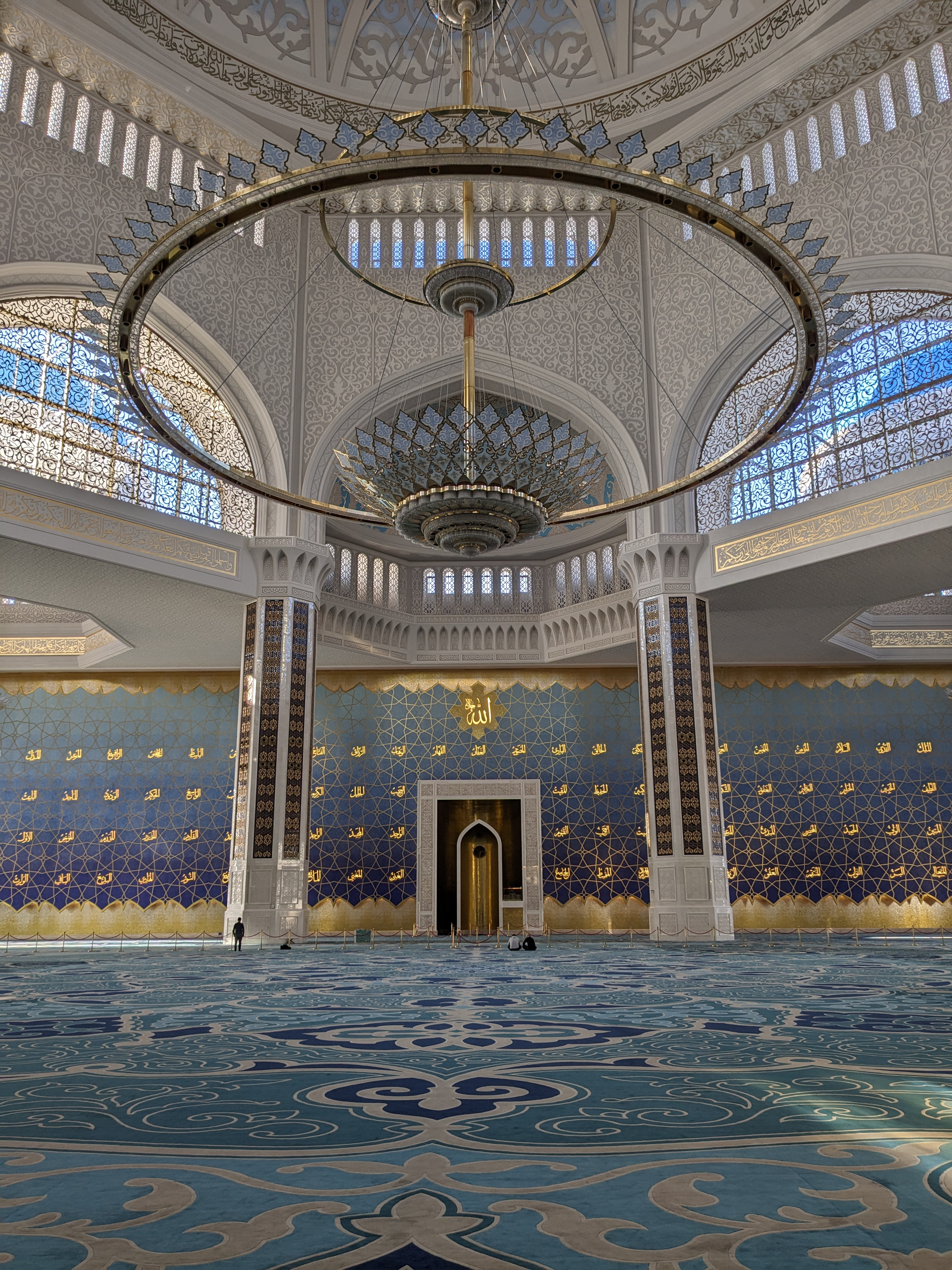
المسجد من الداخل

القاعة الكبيرة ومنطقة صلاة النساء مغطاة بالكامل بسجاد الزينة الكازاخستاني. وتبلغ المساحة الإجمالية للسجادة 15,525 مترًا مربعًا، مما يجعلها أكبر سجادة مصنوعة يدويًا في العالم.